# Servizio idrografico italiano

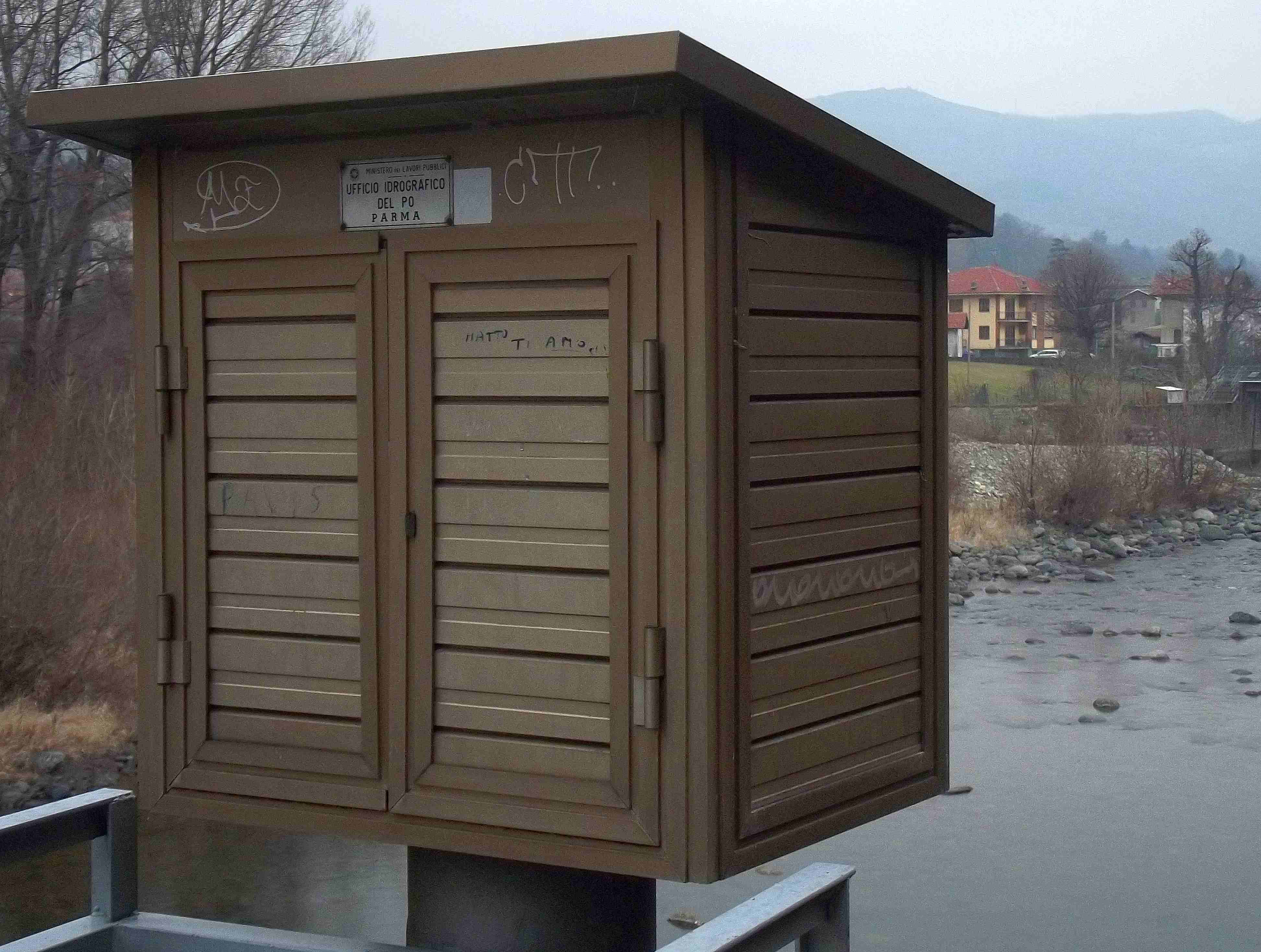
Una capannina idrometrica posizionata sulla Stura di Lanzo dall'Ufficio idrografico del Po di Parma

Il Servizio idrografico e mareografico italiano era un ente pubblico che si occupava del rilevamento delle caratteristiche dei corpi idrici italiani e, più in generale, di ricerche e studi sul tema.

## Storia
Il Servizio Idrografico italiano fu costituito nel 1917 dall'allora Ministero dei lavori pubblici con lo scopo di uniformare, organizzare e rendere disponibili le misurazioni pluviometriche, idrometriche e mareografiche in Italia. Prima di allora, tali misurazioni erano eseguite in maniera non coordinata da singole strutture che avevano svolto tale compito negli stati preunitari. Il Servizio idrografico ha anche proceduto, fino alla sua dismissione, alla pubblicazione dei cosiddetti annali idrologici, relativi ai vari compartimenti in cui era stato diviso il territorio. La divisione compartimentale ricalcava grossomodo i bacini idrografici dei principali fiumi italiani e teneva conto della particolare natura amministrativa dei vari territori, più precisamente i 14 compartimenti (di cui si riporta a fianco la sede e le dirette dipendenze) erano:
1. Ufficio idrografico del Po - Parma (Ministero dei lavori pubblici)
2. Ufficio idrografico del Magistrato alle acque - Venezia (Ministero dei lavori pubblici)
3. Sezione di Genova (Ministero dei lavori pubblici)
4. Sezione di Bologna (Ministero dei lavori pubblici)
5. Sezione di Pisa (Ministero dei lavori pubblici)
6. Sezione di Roma (Ministero dei lavori pubblici)
7. Sezione di Pescara (Ministero dei lavori pubblici)
8. Sezione di Napoli (Ministero dei lavori pubblici)
9. Sezione di Bari (Ministero dei lavori pubblici)
10. Sezione di Catanzaro (Ministero dei lavori pubblici)
11. Sezione di Palermo (Regione Siciliana)
12. Sezione di Cagliari (Regione Sardegna)
13. Sezione di Trento (Provincia autonoma di Trento)
14. Sezione di Bolzano (Provincia autonoma di Bolzano)

### Trasformazione del Servizio idrografico italiano
Il trasferimento di competenze dallo Stato alle regioni viene attuato anche nei confronti del Servizio idrografico italiano. Infatti l'art. 92 del D.Lgs. 31 marzo 1998 n. 112 in materia di Conferimento di funzioni e compiti amministrativi dello Stato alle regioni ed agli enti locali, in attuazione del capo I della legge 15 marzo 1997, n. 59 dispone che gli uffici periferici del Dipartimento per i servizi tecnici nazionali (DSTN) siano trasferiti alle regioni ed incorporati nelle strutture operative regionali competenti in materia. Successivamente, il decreto della Presidenza del Consiglio dei ministri del 24 luglio 2002 trasferisce gli uffici compartimentali e le sezioni distaccate del Servizio idrografico e mareografico nazionale (SIMN) del DSTN, con decorrenza 1º ottobre 2002.
Questo ha comportato che le competenze del Servizio idrografico sono passate ad enti regionali (agenzie Arpa, oppure servizi idrologici regionali, oppure altri enti), e i precedenti Compartimenti, che erano molto spesso sovraregionali, sono stati così sostituiti da enti aventi estensione regionale.
La pubblicazione degli annali idrologici non è più stata effettuata e ogni struttura regionale si è incaricata di pubblicare i dati corrispondenti.